# Demówka EP
Demówka EP – minialbum raperów Białasa i Quebonafide. Wydawnictwo ukazało się 4 grudnia 2015 roku nakładem wytwórni muzycznej QueQuality. Wcześniej, 2 grudnia materiał został udostępniony bezpłatnie w formie digital stream na kanale YouTube wydawcy. Płyta została dołączona w przedsprzedaży do debiutanckiego albumu Białasa Rehab w nakładzie tysiąca egzemplarzy. W związku z zainteresowaniem nagraniami wydawca zdecydował o dotłoczeniu kolejnych dwóch tysięcy kopii.

## Lista utworów
Opracowano na podstawie materiału źródłowego.
1. „Mój kawałek w czasie przeszłym” (produkcja: The Returners)
2. „Muszę lecieć” (produkcja: Bob Air)
3. „Czeszę umysł” (produkcja: White House)
4. „Pusty materac” (produkcja: Bob Air)
5. „Idą pomimo” (produkcja: Wezyr)
6. „Za długo już” (produkcja: Bob Air)